# Nuno da Costa
Nuno Miguel da Costa Jóia (ur. 10 lutego 1991 w Prai) – kabowerdeński piłkarz grający na pozycji środkowego napastnika. W sezonie 2021/2022 występuje w klubie SM Caen, do którego jest wypożyczony z Nottingham Forest.

## Kariera juniorska
Da Costa grał jako junior dla União Mercês (od 2003). W 2004 roku jego rodzina przeniosła się do Francji, gdzie Kabowerdeńczyk rozpoczął grę w ES Saint-Zacharie. Następnie zawodnik ten przeniósł się do FC Auriol, gdzie grę rozpoczął od drużyny do lat 15. Potem piłkarz przeszedł do ES La Ciotat, do drużyny do lat 19.

## Kariera seniorska

### Aubagne FC
Da Costa trafił do Aubagne FC w 2011 roku. Rozegrał tam 88 meczów, strzelając 28 goli.

### Valenciennes FC
Da Costa przeszedł do Valenciennes FC 3 sierpnia 2015 roku. Debiut dla tego klubu zaliczył on 21 sierpnia 2016 roku w zremisowanym 1:1 spotkaniu przeciwko FC Bourg-Péronnas. Pierwszego gola piłkarz ten strzelił 18 września 2019 roku w meczu z US Créteil-Lusitanos (wyg. 0:1). Łącznie dla Valenciennes FC Kabowerdeńczyk wystąpił 47 razy, zdobywając 19 bramek.
Da Costa rozegrał również 4 mecze w drugiej drużynie Valenciennes FC.

### RC Strasbourg
Da Costa przeniósł się do RC Strasbourg 1 lipca 2017 roku. Zadebiutował dla tego zespołu 5 sierpnia 2017 roku w meczu z Olympique Lyon (przeg. 4:0). Pierwszą bramkę zawodnik ten zdobył 24 września 2017 roku w przegranym 1:2 spotkaniu przeciwko FC Nantes. Ostatecznie dla RC Strasbourg Kabowerdeńczyk rozegrał 87 meczów, strzelając 17 goli.
Da Costa raz wystąpił w drugiej drużynie RC Strasbourg.

### Nottingham Forest
Da Costa trafił do Nottingham Forest 29 stycznia roku. Debiut dla tego klubu zaliczył 11 lutego 2020 roku w starciu z Charlton Athletic (przeg. 0:1). Do 23 lipca 2021 Kabowerdeńczyk w barwach Nottingham Forest wystąpił 13 razy, nie zdobywając żadnej bramki.

### Royal Excel Mouscron
Da Costę wypożyczono do Royal Excel Mouscron 5 października 2020 roku. Zadebiutował dla tego zespołu 18 października 2020 roku w meczu z KAS Eupen (przeg. 0:2). Pierwszą bramkę zawodnik ten zdobył 22 listopada 2020 roku w przegranym 4:1 spotkaniu przeciwko KRC Genk. Łącznie dla Royal Excel Mouscron Kabowerdeńczyk rozegrał 25 meczów, strzelając 6 goli.

## Kariera reprezentacyjna
| Mecze i gole w reprezentacji  | Mecze i gole w reprezentacji  | Mecze i gole w reprezentacji  | Mecze i gole w reprezentacji      | Mecze i gole w reprezentacji  | Mecze i gole w reprezentacji  | Mecze i gole w reprezentacji  | Mecze i gole w reprezentacji              |
| Republika Zielonego Przylądka | Republika Zielonego Przylądka | Republika Zielonego Przylądka | Republika Zielonego Przylądka     | Republika Zielonego Przylądka | Republika Zielonego Przylądka | Republika Zielonego Przylądka | Republika Zielonego Przylądka             |
| Lp.                           | Data                          | Miejsce                       | Gospodarz                         | Gość                          | Wynik                         | Gol                           | Rozgrywki                                 |
| ----------------------------- | ----------------------------- | ----------------------------- | --------------------------------- | ----------------------------- | ----------------------------- | ----------------------------- | ----------------------------------------- |
| 1.                            | 04.06.2016                    | São Tomé                      | Wyspy Świętego Tomasza i Książęca | Republika Zielonego Przylądka | 1:2                           | Gol                           | Puchar Narodów Afryki 2017 – kwalifikacje |
| 2.                            | 09.09.2018                    | Maseru                        | Lesotho                           | Republika Zielonego Przylądka | 1:1                           |                               | Puchar Narodów Afryki 2019 – kwalifikacje |
| 3.                            | 17.11.2018                    | Kampali                       | Uganda                            | Republika Zielonego Przylądka | 1:0                           |                               | Puchar Narodów Afryki 2019 – kwalifikacje |

## Sukcesy
Sukcesy w karierze klubowej:
- Puchar Ligi Francuskiej – 1x, z RC Strasbourg, sezon 2018/2019